# درجة حرارة بويل
درجة حرارة بويل هي درجة الحرارة التي عندها يسلك الغاز غير المثالي سلوك الغاز المثالي. في درجة حرارة بويل يكون معامل الإنضغاط {\displaystyle Z} يساوي 1، لتكون المعادلة بالشكل التالي:
{\displaystyle T_{b}={\frac {a}{Rb}}}
حيث a و b هما معاملات معادلة فان دير فالس (معادلة حالة تقريبية تصف حالة الغازات الحقيقية)
{\displaystyle p=RT\left({\frac {1}{V_{m}}}+{\frac {B_{2}(T)}{V_{m}^{2}}}+{\frac {B_{3}(T)}{V_{m}^{3}}}+\dots \right)}
تهتم معادلة فريال بوصف دالة الحالة للغاز الحقيقي. تعرف درجة حرارة بويل بأنها درجة التي يصبح عندها معامل فريال الثاني {\displaystyle B_{2}(T)} يساوي صفر. حيث أن معامل فريال أصغر دائما من المعامل الثاني يميل الغاز أن يتصرف كغاز مثالي في مدى واسع من الضغوط عندما تصل درجة الحرارة إلى درجة حرارة بويل أو عندما {\displaystyle c={\frac {1}{V_{m}}}}، أو عندما تكون p صغيرة.
في أي حال، عندما يقل الضغط، سيكون معامل فريال هو المجهول الوحيد، بسبب أن باقي العناصر تعتمد على الضغط.
{\displaystyle {\frac {\mathrm {d} Z}{\mathrm {d} p}}=0\qquad {\mbox{If }}p=0}
حيث z هو معامل الإنضغاط (معامل الغاز الحقيقي)

## وصلات خارجية
- درجة حرارة بويل
- حالات المادة، درجة حرارة بويل
- إستنتاج درجة حرارة بويل من معادلة الغاز الحقيقي